# لوسي شوارتز
لوسي شوارتز (بالإنجليزية: Lucy Schwartz)‏ هي ملحنة ومغنية مؤلفة أمريكية، ولدت في 7 ديسمبر 1989 في لوس أنجلوس في الولايات المتحدة.

## وصلات خارجية
- الموقع الرسمي
- لوسي شوارتز على موقع IMDb (الإنجليزية)
- لوسي شوارتز على موقع ميوزك برينز (الإنجليزية)
- لوسي شوارتز على موقع أول ميوزيك (الإنجليزية)
- لوسي شوارتز على موقع ديسكوغز (الإنجليزية)